# 林裕太
林 裕太（はやし ゆうた、2000年11月2日 - ）は、日本の俳優。東京都出身。鈍牛倶楽部所属。
身長171cm。趣味はランニング。特技は陸上競技（長距離走）、書道。

## 人物
明治大学付属中野中学校・高等学校時代は陸上部に所属し長距離走に取り組む。明治大学文学部では演劇学専攻に所属。明大で知り合った櫻井健人から事務所を紹介され、鈍牛倶楽部に入所。

## 出演作品

### テレビドラマ
- そのご縁、お届けします-メルカリであったほんとの話- 第1話（2020年11月4日、MBS） - 板垣瑞生の友人 役
- 特捜9 Season4 第10話（2021年6月9日、テレビ朝日） - 仁志悠真 役
- 24時間テレビ ドラマスペシャル『生徒が人生をやり直せる学校』（2021年8月21日、日本テレビ） - 小渕裕太 役[3]
- ソロモンの偽証（2021年10月3日 - 11月21日、WOWOW）
- 顔だけ先生 第2話・第5話（2021年10月16日・11月6日、東海テレビ・フジテレビ） - 長峰奏 役
- しまねがドラマになるなんて!（2021年10月20日 - 12月22日、さんいん中央テレビ） - 隠岐達也 役[4][5]
- 愛しい嘘〜優しい闇〜 第7話・最終話（2022年2月25日・3月4日、テレビ朝日）
- しもべえ 第6話（2022年3月16日、NHK総合）- 佐々木和馬（医大生時代）役
- センゴク 〜大失敗したリーダーの大逆転〜（2022年3月30日、NHK BS4K/2022年5月13日、NHK BSプレミアム）[6]
- 金田一少年の事件簿 第1話（2022年4月25日、日本テレビ）
- 家政夫のミタゾノ 第5シリーズ 最終話（2022年6月10日、テレビ朝日）- 山本啓一 役
- ちょい釣りダンディ 第1話・第11話（2022年7月5日・9月13日、BSテレ東） - 陸 役
- ワンナイト・モーニング 第4話（2022年8月26日、WOWOW）
- 早朝始発の殺風景 第1話・最終話（2022年11月4日・12月9日、WOWOW）
- アクターズ・ショート・フィルム3「いつまで」（2023年2月11日、WOWOW） - 泰正 役
- 王様に捧ぐ薬指 第6話（2023年5月23日、TBS） - 田原元樹 役
- ギフテッド Season1 第5話（2023年9月9日、東海テレビ・フジテレビ） - 嶋和樹 役[7]
- 連続テレビ小説 虎に翼 第83話（2024年7月24日、NHK） - 水上 役
- モンスター 第8話（2024年12月2日、関西テレビ・フジテレビ） - 谷口優生 役[8]
- 晩餐ブルース 第3話（2025年2月6日、テレビ東京） - 中井 役
- 御上先生 第7話・第9話・最終話（2025年3月2日・16日・23日、TBS） - 高見唯人 役
- なんで私が神説教（2025年4月12日 - 6月14日、日本テレビ） - 西畑塁 役[9]

### 映画
- 草の響き（2021年10月8日）- 高田弘斗 役
- 少年と戦車（2022年2月25日）
- 間借り屋の恋（2022年11月19日） - 主演・杉田泰通 役
- 少女は卒業しない（2023年2月27日）
- 逃げきれた夢（2023年6月9日）
- 東京リベンジャーズ2 血のハロウィン編 -決戦-（2023年6月30日）
- 海の夜明けから真昼まで（2023年8月4日） - 屋敷 役
- 緑のざわめき（2023年9月1日） - 透 役[10][11]
- ロストサマー（2023年10月13日） - 主演・フユ 役[12]
- 記憶の居所（2024年2月17日）[13]
- ブルーイマジン（2024年3月16日）[14]
- 痴人の愛 リバース（2024年5月24日） - ゆずる 役[15]
- HAPPYEND（2024年10月4日） - アタちゃん 役[16]
- パーフェクトプロポーズ Dream Edition（2024年10月25日） - 坂本 役[17]
- オアシス（2024年11月15日） - 三井 役[18]
- 愚か者の身分（2025年10月24日公開予定） - 柿崎マモル 役[19]
- 君の顔では泣けない（2025年11月14日公開予定） - 坂平禄 役[20]

### CM
- ゲームオン LOST ARK「この世界は、青春みたいだ。」編（2020年）
- 大塚製薬 カロリーメイト 「この世界で考えつづける人へ」篇（2021年）

### WEB
- 17.3 about a sex（2020年）

### WEBドラマ
- パーフェクトプロポーズ（2024年2月2日 - 3月1日、FOD） - 坂本 役[21]
- 透明なわたしたち（2024年9月16日 - 10月21日、ABEMA） - 尾関健 役[22]

### ミュージック・ビデオ
- indigo la End「夜凪 feat.にしな」（2025年）[23]